# ニコライ・クイビシェフ
ニコライ・ウラジーミロヴィチ・クイビシェフ（ロシア語: Николай Владимирович Куйбышев, 1893年12月13日 - 1938年8月1日）は、ソ連の軍人。軍団長。ヴァレリヤン・クイビシェフの弟。

## 経歴
1914年、アレクサンドル軍事学校を卒業。第一次世界大戦に従軍し、大尉、大隊長まで登りつめた。1917年、連隊委員会議長。
1918年、全連邦共産党（ボリシェヴィキ）に入党。同年6月から最高軍事監察局員。1919年1月から旅団政治委員、同年10月から旅団長。1920年1月、第9狙撃師団長。1921年から軍団長。ロシア内戦中、4個の赤旗勲章を授与された。この後、兄の庇護の下、出世を遂げることとなる。
1922年、高等学術課程を修了。1922年～1923年、クロンシュタットの警備司令兼政治委員を務め、反ソ分子の粛清を指導した。1923年、高等狙撃学校「ヴィストレル」学校長。1925年、トルケスタン戦線司令官、その後、軍団長。1927年～1928年、労農赤軍指揮局長兼モスクワ軍管区司令官補佐官。1928年、シベリア軍管区司令官、1937年、ザカフカーズ軍管区司令官。この間、中央委員会附属党監督委員会委員も務める。1937年、ソ連最高会議代議員に選出。
1938年2月2日、ミハイル・トゥハチェフスキー、ヴィタリー・プリマコフ、ボリス・フェリドマンの「証言」に基づき逮捕され、反ソ、トロツキスト、軍事ファシストの陰謀への参加、ドイツ、ポーランド、日本、リトアニアのスパイであることを「自白」した。8月1日、死刑を言い渡され銃殺。
1956年、名誉回復。

## 参考
- "Империя Сталина. Биографический энциклопедический словарь", Залесский К.А., Москва, Вече, 2000